# 栗田芳宏 (演出家)
栗田 芳宏（くりた よしひろ、1957年〈昭和32年〉7月23日 - ）は、日本の俳優、演出家である。ファザーズコーポレーション所属。KURITAカンパニー主宰の日本演劇協会会員、劇団ひまわり新潟エクステンションスタジオ所長。

## 略歴
- 1957年7月23日生まれ。静岡県出身。
- 1978年女優日本舞踊家、藤間紫の内弟子となり 舞台演出を学ぶ。その後、三代目市川猿之助（現・猿翁）に師事。
- 1997年吉田鋼太郎と劇団AUNを旗揚げする。
- 2004年新潟市民芸術文化会館りゅーとぴあのアソシエイト・ディレクターを10年間務める。同年、安寿ミラ主演「ミュージカル・ハムレット」で第六回東京芸術劇場ミュージカル月間優秀作品賞を受賞。
- 2019年ファザーズコーポレーション所属となる。

## 出演・演出作品

### テレビ
- 危険なビーナス 第1話・第7話・第10話（2020年10月11日・11月22日・12月13日、TBS）- 矢神康之介 役
- 24 JAPAN 第10話（2020年12月11日、テレビ朝日）- 小菅甚四郎 役
- 仮面ライダーセイバー 第21章（2021年2月7日、テレビ朝日）- 大秦寺の祖父 役
- 相棒 season20 第14話「ディアボロス」（2022年2月2日、テレビ朝日）- 尾崎孝月 役
- 犬神家の一族（2023年4月22日・29日、NHK BSプレミアム・NHK BS4K） - 犬神佐兵衛 役
- 波よ聞いてくれ 第5話（2023年5月19日、テレビ朝日） - 師匠 役
- 大河ドラマ 光る君へ 第1回・第4回・第7回（2024年1月7日・28日・2月18日、NHK） - 藤原文範 役[3]
- JKと六法全書 第6話 - 最終話（2024年5月24日 - 6月7日、テレビ朝日） - 大野豊成 役[4]
- 晩酌の流儀3 第6話（2024年8月10日、テレビ東京） - マスター 役
- 晩餐ブルース 第1話・第10話（2025年1月23日・3月27日、テレビ東京） - ホームレス 役

### 舞台
[舞台演出]

りゅーとぴあ能楽堂シェイクスピアシリーズ

「マクベス」（主演：市川右團次）
「リア王」（主演：白石加代子）
「冬物語」
「オセロー」
「ハムレット」
「テンペスト」(主演：栗田芳宏)
「ペリクリーズ」（主演：栗田芳宏）

2001年「フォーティンブラス」（出演：高橋一生・六角精児）紀伊國屋ホール

2006年「冬物語」ルーマニア国際シェイクスピア演劇祭の招聘プログラム

2008年「冬物語」ハンガリー・ポーランド・ドイツ各国の国際シェイクスピア演劇祭の招聘プログラム

2010年「ハムレット」ポーランド・グダンスク国際シェイクスピア演劇祭の招聘プログラム

2013年「天切り松、闇がたり」（出演：津嘉山正種・菅生隆之）青年座劇場

2020年劇団ひまわり×BSP 『Dr.コルチャックと子どもたち』　あうるすぽっと（豊島区立舞台芸術交通センター） 　脚本・演出：栗田芳宏

2025年「ガリレオの目-それでも地球は-」（シアター・アルファ東京）